# Stig Dagerman
Stig Dagerman (Älvkarleby, Uppsala megye, 1923. október 5. – Danderyd község, 1954. november 5.) svéd novellista, drámaíró, újságíró.

## Élete
Házasságon kívül született, apja munkás volt. Vidéken nőtt fel apai nagyszüleinél. 1932-ben
Stockholmba költözött apjához, és ott fejezte be a középiskolát. Apja nyomán tagja lett Sveriges Arbetares Centralorganisation anarchoszindikalista szakszervezetnek. 
1941-től újságíróként dolgozott az Arbetaren szakszervezeti lapnak. 1943 augusztusában feleségül vette  Annemarie Götzét, egy német menekült lányát, azért hogy megkaphassa a svéd állampolgárságot, és hogy Svédországban maradhasson. Annemarie apja ellen elfogató parancsot adtak ki Németországban. 
Az újságírás mellett novellákat, regényeket írt. 1945-ben jelent meg első regénye (Ormen), amellyel az új svéd irodalmi hullám legjelentősebb képviselőjévé vált. 1946–47-ben Németországba küldte az Exspressen liberális esti újság, hogy beszámoljon a bombázások pusztításáról és a nyomorról, szegénységről. Az 1947-ben jelent meg a Tysk höst (Német ősz) riportkötete, melyet Annemarienak dedikált.  
Első drámája, Den dödsdömde (A kiátkozott, 1947) expresszionista jellegű, az emberi igazság abszurdításáról szól, kicsit August Strindberg modorában. Skuggan av Mart (Mart árnyéka, 1947); Streber (A stréber, 1949); Ingen går fri (Nem menekülhetsz, 1949; a Megégett gyerek adaptációja) realista darabok. 
1949–től alkotói válságot élt át. 1950-ben elvált Annemarie-tól, és 1953-ban feleségül vette Anita Björk színésznőt. 
Depresszióban szenvedett, kórházban kezelték, és többször kísérelt meg öngyilkosságot. 1954-ben vetett véget életének. Irodalomtörténeti összefoglalást Olof Lagerkrantz írt róla Stig Dagerman címmel, 1958-ban.

### Egyéb művei
- Ormen (1945)
- Tysk höst (1947)
- Nattens lekar (1947)
- Bröllopsbesvär (1949)
- Tusen år hos Gud (1954, posztumusz)

## Magyarul
- Akik az üvegtengernél énekelnek; ford. Teplán Ágnes; Napkút, Bp., 2007

## Díjai
- Svenska Dagbladets litteraturpris